# 彭伯氏軟雀鯛
彭伯氏軟雀鯛，為輻鰭魚綱鱸形目鱸亞目擬雀鯛科的其中一種，分布於西印度洋坦尚尼亞、莫三比克及南非海域，深度10－27公尺，體長可達5公分，背鰭硬棘2枚；背鰭軟條22－23枚；臀鰭硬棘2－3枚；臀鰭軟條13－14枚，為熱帶海水魚，棲息在珊瑚礁水域，生活習性不明。

## 擴展閱讀
維基物種上的相關：彭伯氏軟雀鯛